# Wegelina saccardoana
Wegelina saccardoana är en svampart som beskrevs av Berl. 1900. Wegelina saccardoana ingår i släktet Wegelina och familjen Calosphaeriaceae.   Inga underarter finns listade i Catalogue of Life.